# Shadi Bartsch

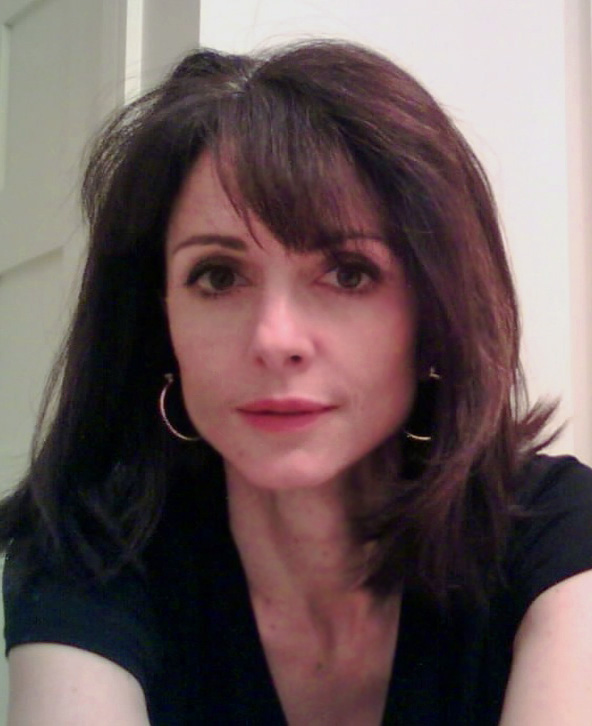
Shadi Bartsch

Shadi Bartsch, auch Shadi Bartsch-Zimmer, (* 17. März 1966 in London) ist eine US-amerikanische Altphilologin.
Bartsch ist die Tochter eines UN-Ökonomen und schon in Kindheit und Jugend weltweit umhergekommen (London, Genf, Teheran, Jakarta und die Fidschi-Inseln). Nach dem Besuch der École Internationale de Genève studierte sie Classics an der Princeton University und erwarb dort 1987 einen B.A. summa cum laude. Im akademischen Jahr 1987 bis 1988 nahm sie an einem Ph.D. program in Classical Philology der Harvard University teil. Anschließend ging sie an die University of California at Berkeley, wo sie 1992 den Ph.D. in Classics mit einer gräzistischen Dissertation zu den Romanautoren Heliodor und Achilleus Tatios erwarb.
Nach Anstellungen als Professor für Classics und Rhetorik an der University of California at Berkeley wechselte sie 1998 als Professor of Classics und des Committee on the History of Culture an die University of Chicago. Sie wechselte 2008 erneut als W. Duncan MacMillan II Professor of Classics an die Brown University, um 2009 als Ann L. and Lawrence B. Buttenwieser Professor of Classics und des Committee on the History of Culture nach Chicago zurückzukehren. Seit 2012 ist sie dort der Helen A. Regenstein Distinguished Service Professor of Classics and the Program in Gender Studies. 2015 initiierte sie ebendort das Stevanovich Institute on the Formation of Knowledge, dessen Gründungsdirektorin sie ist.
2024 wurde Bartsch zum internationalen Mitglied der British Academy gewählt.
Bartsch war bis zu seinem Tod im Mai 2023 mit dem Mathematiker und Präsidenten der Universität Chicago, Robert Jeffrey Zimmer, verheiratet.
Bartsch arbeitet im Wesentlichen zur neronischen Phase der lateinischen Literatur (Lucan, Seneca tragicus, Persius) unter Einbeziehung moderner Literaturtheorie und kulturgeschichtlicher Aspekte (Gender studies).

## Schriften (Auswahl)
Monographien
- Decoding the Ancient Novel. The Reader and the Role of Description in Heliodorus and Achilles Tatius. Princeton University Press, 1989.
- Actors in the Audience. Theatricality and Doublespeak from Nero to Hadrian. Harvard University Press, 1994.
- Ideology in Cold Blood. A Reading of Lucan’s Civil War. Harvard University Press, 1998.
- The Mirror of the Self. Sexuality, Self-Knowledge, and the Gaze in the Early Roman Empire. University of Chicago Press, 2006.
- Persius. A Study in Food, Philosophy, and the Figural. University of Chicago Press, 2015.
- Plato Goes to China: The Greek Classics and Chinese Nationalism. Princeton University Press, Princeton 2023, ISBN 978-0-691-22959-1. – Rezension von Fritz-Heiner Mutschler, Bryn Mawr Classical Review 2023.11.41

Herausgeberschaften
- (Hrsg., mit Thomas Sloane, Heinrich Plett und Thomas Farrell): Oxford Encyclopedia of Rhetoric. Oxford University Press, 2001.
- (Hrsg., mit Thomas Bartscherer): Erotikon. Essays on Eros, Ancient and Modern. University of Chicago Press, 2005.
- (Hrsg., mit Jas Elsner): Ekphrasis. Special issue der Zeitschrift Classical Philology, Band 102.1, 2007.
- (Hrsg., mit David Wray): Seneca and the Self. Cambridge University Press, 2009.
- (Hrsg., mit Alessandro Schiesaro): Cambridge Companion to Seneca. Cambridge University Press. 2015.